# Bezirksklasse Thüringen 1935/36

Gelb-Rot Meiningen - Liga-Abschied als Vizemeister 1935/36

Die Bezirksklasse Erfurt-Thüringen 1935/36 war die dritte Spielzeit der als Unterbau zur Gauliga Mitte fungierenden zweitklassigen Bezirksklasse Thüringen. Erneut wurde die Liga im Rundenturnier-Modus mit Hin-und-Rückspiel mit zwölf Vereinen ausgetragen. Neben den beiden Kreisklassen-Aufsteigern Apolda und Sömmerda, wurde aus sportpolitischen Erwägungen heraus, diese Saison zusätzlich der Militärsportverein M.S.V.Gera in die Bezirksklasse Thüringen versetzt.
Der Vizemeister des Vorjahres, FC Thüringen Weida, konnte sich in dieser Saison mit fünf Punkten Vorsprung vor dem Reichswehr-Verein  SpVg Gelb-Rot Meiningen die Bezirks-Meisterschaft sichern. In der Aufstiegsrunde zur Gauliga Mitte 1936/37 setzten sich die renommierten Ost-Thüringer ebenso durch und stiegen zusammen mit dem SV Merseburg 99 zur kommenden Spielzeit in die Gauliga auf. Der  SV Germania 07 Ilmenau und der MSV Gera stiegen in die Kreisklasse Erfurt, bzw. Osterland ab. Die Meininger schieden ebenfalls aus der Klasse aus und zogen sich danach vermutlich völlig vom Spielbetrieb zurück. Ein Verbleib des Vereins in den Kreisklassen der nächstjährigen Saison, ist nicht dokumentiert.

## Abschlusstabelle
Die Abschlusstabelle ist aus dem im Unterpunkt Quellen notierten Buch entnommen. 
  [ Dazu erfolgten Ergänzungs-Nach-Recherchen mithilfe der erwähnten Zeitungs-Quelle.]
Gespielte Spiele: 132 / Erzielte Tore: 587

(3. Spielzeit - Saison-Beginn:   01.09.1935)
| Pl. | Verein                  | Sp. | Tore  | Quote | Punkte |
| --- | ----------------------- | --- | ----- | ----- | ------ |
| 01. | FC Thüringen Weida      | 22  | 78:24 | 3,25  | 36:08  |
| 02. | SpVg Gelb-Rot Meiningen | 22  | 47:17 | 2,76  | 31:13  |
| 03. | SC 06 Oberlind          | 22  | 58:46 | 1,26  | 29:15  |
| 04. | FC Wacker 1910 Gera     | 22  | 53:46 | 1,15  | 25:19  |
| 05. | VfB 1910 Apolda (N)     | 22  | 64:33 | 1,94  | 24:20  |
| 06. | 1. FC Sonneberg 04      | 22  | 47:50 | 0,94  | 24:20  |
| 07. | VfB Sömmerda 1911 (N)   | 22  | 45:45 | 1,00  | 21:23  |
| 08. | SpVgg Zella-Mehlis 06   | 22  | 41:64 | 0,64  | 21:23  |
| 09. | SV 04 Schmalkalden      | 22  | 52:51 | 1,02  | 18:26  |
| 10. | SV 1910 Kahla           | 22  | 37:66 | 0,56  | 15:29  |
| 11. | SV Germania 07 Ilmenau  | 22  | 36:72 | 0,50  | 10:34  |
| 12. | MSV Gera (N)            | 22  | 29:73 | 0,39  | 10:34  |

| (N) | Aufsteiger aus den Kreisklassen |

## Aufstiegsrunde
In der Aufstiegsrunde spielten die Gewinner der einzelnen 1. Kreisklassen um die beiden Aufstiegsplätze zur Bezirksklasse Thüringen 1936/37.
Gespielte Spiele: 30 / Erzielte Tore: 129

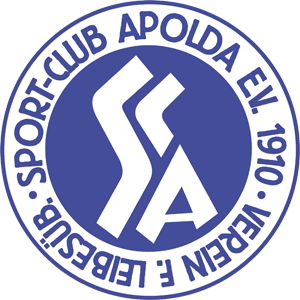
SC Apolda - Klarer Aufstieg nach großartigem Kreismeister-Jahr

| Pl. | Verein                                                    | Sp. | Tore  | Quote | Punkte |
| --- | --------------------------------------------------------- | --- | ----- | ----- | ------ |
| 1.  | Eintracht 08 Altenburg (Sieger Kreisklasse Osterland)     | 10  | 33:16 | 2,06  | 17:03  |
| 2.  | SC Apolda 1910 (Sieger Kreisklasse Ostthüringen)          | 10  | 32:11 | 2,91  | 16:04  |
| 3.  | SC Stadtilm (Sieger Kreisklasse Nordthüringen)            | 10  | 25:30 | 0,83  | 09:11  |
| 4.  | SV Union Zella-Mehlis (Sieger Kreisklasse Westthüringen)  | 10  | 12:26 | 0,46  | 08:12  |
| 5.  | SV Arnoldi 01 Gotha (Sieger Kreisklasse Wartburg)         | 10  | 19:30 | 0,63  | 06:14  |
| 6.  | SpVgg Neuhaus-Igelshieb (Sieger Kreisklasse Südthüringen) | 10  | 08:16 | 0,50  | 04:16  |